# أركونسكايا
أركونسكايا (بالروسية: Архонская) هي مدينة في جمهورية أوسيتيا الشمالية - ألانيا في روسيا. يبلغ عدد سكانها حوالي 7746 نسمة.